# Heidelbergse Catechismus

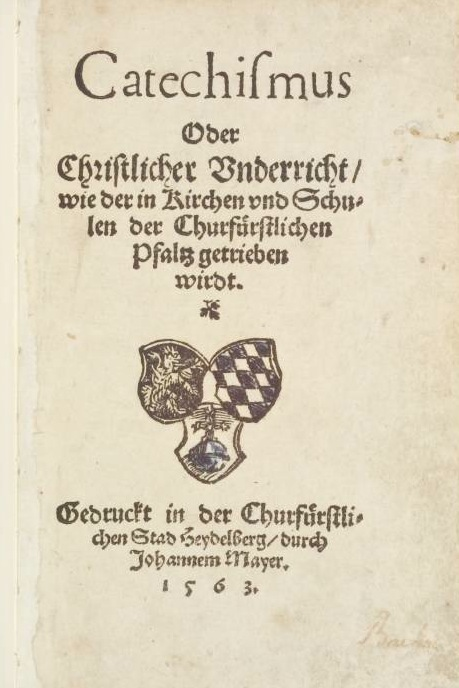
Titelblad van de uitgave van de Heidelbergse Catechismus uit 1563

De Heidelberger of Heidelbergse Catechismus is een van de drie geloofsbelijdenissen die samen de Drie Formulieren van Enigheid vormen, die in de Nederlandse hervormde en gereformeerde kerken en de dochterkerken hiervan gebruikt worden. De andere belijdenissen zijn de Nederlandse geloofsbelijdenis en de Dordtse Leerregels.

## Ontstaan

### Context
De Heidelbergse Catechismus is ontstaan in het graafschap de Palts, een gebied in het Heilige Roomse Rijk waar calvinisten onder keurvorst Frederik III volledige bescherming genoten. Frederik III wilde een leerstellige consensus tot stand brengen onder de belangrijkste protestantse partijen in Heidelberg over onder andere het avondmaal. Voor de theologie van de catechismus moest men zich verhouden tot het Rooms-katholicisme, het lutheranisme en de wederdopers. Frederik gaf de opdracht aan Zacharias Ursinus, hoogleraar dogmatiek aan de Heidelbergse universiteit, die zowel door het lutheranisme als het calvinisme was beïnvloed. Ursinus was een leerling van Philipp Melanchthon, een vooraanstaand medestander van Maarten Luther. De calvinistische opvatting komt sterk naar voren in het extra-calvinisticum, de plaats van de wet na de verlossing en de leer van het Heilig Avondmaal, die bijvoorbeeld tegenover de leer van Luther en Zwingli staat. Ook de uitleg van het vierde gebod, over de rustdag, is typisch calvinistisch en is daarmee bijvoorbeeld anders dan de latere puriteinse uitleg van het vierde gebod.

### Opstellen en eerste publicatie
Ursinus was samen met Caspar Olevianus belangrijk voor het opstellen van de catechismus, maar het schrijven was een teamproject van onder anderen de hoogleraren, predikanten en superintendenten van Heidelberg. Uitgaande van wat er in Bazel, Zürich, Genève (Catechismus van Genève), Emden en Londen al op het gebied van catechese beschikbaar was, werd de catechismus geschreven. Ook eerdere (catechetische) werken van de commissie die de Heidelbergse Catechismus opstelden zijn van invloed geweest.
In januari 1563 werd de Heidelbergse Catechismus voorgelegd voor een speciaal bijeengeroepen synode met Frederik III. In februari volgde de eerste druk, in april een tweede editie en nog later dat jaar een derde editie. Waarschijnlijk werd op verzoek van Olevianus in de tweede editie de omstreden vraag 80 over de Werkelijke Tegenwoordigheid in de rooms-katholieke mis toegevoegd. Later werden deze vraag en het bijbehorende antwoord nog scherper geformuleerd. Er zijn ook wetenschappers die stellen dat Petrus Datheen ervoor gezorgd heeft dat deze vraag werd toegevoegd.

### Vertalingen
Tegelijkertijd werd gewerkt aan vertalingen, die al vroeg in hetzelfde jaar werden uitgegeven. De eerste, Nederlandse vertaling was van de hand van Petrus Datheen en was gebaseerd op de tweede Hoogduitse editie. In 1566 verscheen een licht aangepaste versie. Datheen voegde de vertaling toe aan zijn psalmbundel. Jozua Lagus en Pithopaeus hadden de opdracht gekregen om de catechismus over te zetten in het Latijn, een vertaling die al vóór 3 april 1563 was gedrukt en gebaseerd was op de derde Hoogduitse versie. Lagus was vermoedelijk ook verantwoordelijk voor de Saksische versie, die ook in 1563 verscheen. Later verschenen onder meer de Engelse (1572), Hongaarse (1577) en de Franse (1590) vertaling.

## Inhoud
De Heidelbergse Catechismus is opgesteld in de vorm van 129 vragen en antwoorden. Die zijn gegroepeerd in 52 'zondagen', aan de hand waarvan predikanten in 1 jaar alle onderwerpen konden behandelen. De 52 zondagen zijn als volgt ingedeeld:
| Zondag      | Zondag  | Zondag               | Vraag & antwoord                          | Onderwerp                      |
| ----------- | ------- | -------------------- | ----------------------------------------- | ------------------------------ |
| 1           | 1       | 1                    | 1-2                                       | Inleiding                      |
| Eerste deel |         |                      |                                           |                                |
| 2 - 4       | 2 - 4   | 2 - 4                | 3 - 11                                    | Onze ellende                   |
| Tweede deel |         |                      |                                           |                                |
| 5 - 31      | 5 - 31  | 5 - 31               | 12 - 85                                   | Onze verlossing                |
|             | 9 - 10  | 9 - 10               | 26 - 28                                   | God de Vader en onze schepping |
| 11 - 19     | 11 - 19 | 29 - 52              | God de Zoon en onze verlossing            |                                |
| 20 - 24     | 20 - 24 | 53 - 64              | God de Heilige Geest en onze heiligmaking |                                |
| 25 - 31     | 25 - 31 | 65 - 85              | Woord en sacramenten                      |                                |
|             | 26 - 27 | 69 - 74              | De Heilige Doop                           |                                |
| 28 - 31     | 75 - 85 | Het Heilig Avondmaal |                                           |                                |
| Derde deel  |         |                      |                                           |                                |
| 32 - 52     | 32 - 52 | 32 - 52              | 86 - 129                                  | Onze dankbaarheid              |
|             | 34 - 44 | 34 - 44              | 92 - 115                                  | De wet                         |
| 45 - 52     | 45 - 52 | 116 - 129            | Het gebed                                 |                                |

Zowel de vraag-en-antwoordvorm als de genoemde driedeling kwamen reeds in eerdere catechismussen voor. Ursinus gebruikte dus veel bekend materiaal bij de samenstelling van de Catechismus.

## Prediking van de Heidelbergse Catechismus
De Amsterdamse predikant Pieter Gabriël preekte reeds in 1566 iedere zondag uit de catechismus. Vele stadspredikanten volgden zijn voorbeeld, in de dorpen bleef dit gebruik echter op zich wachten. Kerkelijke vergaderingen in de zestiende eeuw spraken uit dat het wenselijk was om uit de Heidelbergse Catechismus te preken of schreven de invoering van de catechismuspreek in de middag voor. De Synode van Den Haag in 1568 bepaalde dat de predikanten iedere zondagmiddag de christelijke leer zoals verwoord in de Heidelbergse Catechismus zouden uitleggen. Ook de Noord-Hollandse provinciale synode van Alkmaar in 1573 schreef voor dat er 's middags een preek over een onderwerp uit de catechismus diende te worden gehouden. Dit voorbeeld werd door andere provinciale synoden gevolgd. De nationale Synode van Dordrecht (1618-1619) toetste de Catechismus en schreef hem voor als document dat ambtsdragers en hoogleraren dienden te ondertekenen. Dat besluit werd verwoord in artikel 68 van de Dordtse Kerkorde. 
In de zestiende eeuw en ook nog in het begin van de zeventiende eeuw werd de prediking van de Catechismus beschouwd als een publieke catechisatie. Hierbij werd de catechismusafdeling door een van de catechisanten opgezegd, waarna de predikant een onderwijzende toespraak hield. Langzamerhand zijn catechese voor de jeugd en catechismusprediking voor de gehele gemeente uit elkaar gegroeid.
Dat de Catechismus ieder jaar in zijn geheel besproken moest worden is in de loop van de tijd verruimd, omdat dit in de praktijk vaak een onmogelijke opgave was. In gemeentes uit de bevindelijke en orthodox gereformeerde stroming wordt in de tweede dienst nog altijd gepreekt naar aanleiding van deze Catechismus. Strikt genomen mag niet uit de Catechismus gepreekt worden, omdat men zich uitsluitend baseert op Gods Woord (de Bijbel). Daarom worden veelal één of meerdere Bijbelgedeelten uitgelegd waar het besproken gedeelte uit de Catechismus op gefundeerd is.

## Vorm
Voordat lutherse en gereformeerde leermiddelen (want daar was de Heidelbergse Catechismus voor geschreven) in boekvorm tot stand kwamen, bezaten de Waldenzen en de Boheemse Broeders reeds leermiddelen in vraag-en-antwoordvorm. Sommigen stellen dat de vraag-en-antwoordmethode afkomstig is uit het biechtgebeuren. In middeleeuwse leerboekjes stelt het kind de vragen en antwoordt de vader of leraar. Dit is in de Heidelbergse Catechismus andersom. Vanuit didactisch motief wordt aangevoerd dat de leerling zo de stof eigen kan maken, waarbij het beheersen van de stof ook geëvalueerd kan worden. Theologisch wordt de vraag-en-antwoordmethode ook beargumenteerd. Men stelt dat de Heilige Geest langs de weg van de leermiddelen de kinderen de geloofskennis bijbrengt. De antwoorden van de Heidelbergse Catechismus dragen een persoonlijk-belijdend karakter ('Mijn troost in leven en sterven').

## Verder lezen
- Huijgen, A. (eds.), Handboek Heidelbergse Catechismus (Utrecht: Kok, 2013).
- Verboom, W., De theologie van de Heidelbergse Catechismus. Twaalf thema's: de context en de latere uitwerking (Zoetermeer: Boekencentrum, 1996).
- Verboom, W., De catechese van de Reformatie en de Nadere Reformatie (Amsterdam: Buijten & Schipperheijn, 1987).